# Marty Peretz
Martin H. Peretz (/pəˈrɛts/; 6 de dezembro de 1938) é um ex-editor e educador estadunidense que lecionou na Universidade de Harvard. Em 1974, adquiriu a revista The New Republic e passou a ser o responsável pelo seu conteúdo editorial. Junto com Jim Cramer, um famoso gestor de fundos de cobertura, criou o site TheStreet em 1996, especializado em notícias financeiras. Peretz se destacou por seu apoio incondicional a Israel e por defender a invasão dos Estados Unidos no Iraque em 2003. Ele se desfez da maior parte da sua participação na The New Republic em 2002 e do restante em 2007, mas permaneceu como editor-emérito até 2010, quando saiu da revista por causa de polêmicas envolvendo seu blogue The Spine.